# Fiodor Poliszczuk
Fiodor Wasiljewicz Poliszczuk, ros. Фёдор Васильевич Полищук (ur. 4 lipca 1979 w Kołodystie, Ukraińska SRR, obecnie Obwód czernihowski) – kazachski hokeista, reprezentant Kazachstanu.

## Kariera zawodnicza
- Torpedo Ust-Kamienogorsk (1997-2004)
- Mietałłurg Nowokuźnieck (2004-2005)
- SKA Sankt Petersburg (2005-2006)
- Mietałłurg Nowokuźnieck (2006-2010)
- Barys Astana (2010-2015)
- Mietałłurg Nowokuźnieck (2015-2017)

Wychowanek Torpedo Ust-Kamienogorsk. Od 2010 roku zawodnik rodzimego, kazachskiego klubu Barys Astana, związany trzyletnim kontraktem. Od połowy 2013 związany dwuletnim kontraktem. Zwolniony w grudniu 2015. Wówczas został zawodnikiem Mietałłurga Nowokuźnieck. Pozostawał nim do kwietnia 2017.
Wielokrotny reprezentant Kazachstanu. Uczestniczył w turniejach mistrzostw świata w 2000, 2001, 2002, 2003, 2004, 2005, 2011, 2012, 2013, 2014, 2015 oraz w kadrze Kazachstanu na Zimowych Igrzyskach Olimpijskich 2006.

## Kariera trenerska
- HK Astana (2018), grający asystent trenera
- Barys Astana do lat 17 (2018-2019), asystent trenera
- Barys Nur-Sułtan do lat 18 (2019-2020), asystent trenera
- Barys Nur-Sułtan do lat 20 (2019-2020), asystent trenera
- Snieżnyje Barsy Nur-Sułtan (2020-2022), asystent trenera
- Reprezentacja Kazachstanu do lat 20 (2021-2022), asystent trenera
- Barys Nur-Sułtan (2022-), asystent trenera

W połowie 2022 wszedł do jego sztabu Andreja Skabiełki w Barysie Nur-Sułtan.

## Sukcesy
Reprezentacyjne
- Awans do MŚ Elity: 2011, 2013, 2015
- Złoty medal zimowych igrzysk azjatyckich: 2011

Klubowe
- Złoty medal mistrzostw Kazachstanu: 1998, 2000, 2001, 2002, 2003, 2004 z Torpedo Ust-Kamienogorsk

Indywidualne
- Mistrzostwa Świata w Hokeju na Lodzie 2003/I Dywizja Grupa A:
  - Drugie miejsce w klasyfikacji asystentów turnieju: 6 asyst[7]
- Mistrzostwa Świata w Hokeju na Lodzie 2015/I Dywizja#Grupa A:
  - Piąte miejsce w klasyfikacji +/- turnieju: +5[8]